# Chőngszám

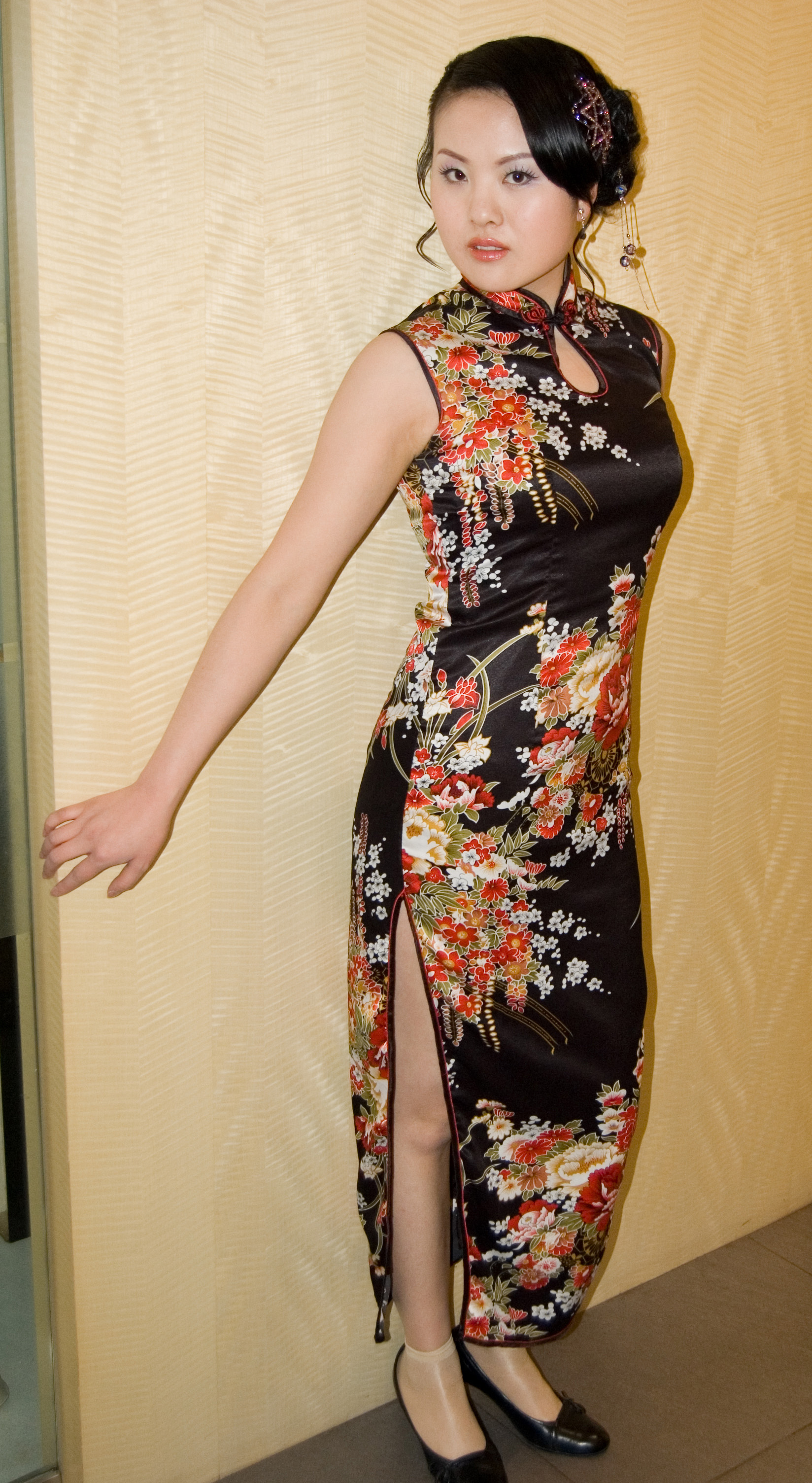
Modern chőngszámot (coengsamot) viselő kínai nő

A chőngszám (長衫, jűtphing: coeng saam, népszerű latin betűs átírással cheongsam), mandarin nyelven csipao (旗袍, pinjin: qípáo) kínai női ruha. A férfi változata a chőngphou (coeng pou) vagy mandarinul csangpao (chángpáo) (长袍). A chőngszám (coengsam) mandzsu eredetű.

## Története
A chőngszám (coengsam) a hosszú ujjú, mandzsuk által viselt, földig érő, gallér nélküli köpenyből eredeztethető, mely a mandzsu uralom idején egész Kínában megszokott viseletté vált. Az évszázadok alatt, a nyugati stílusokhoz idomulva a ruha hossza és ujjának hossza is rövidült, eredetileg a női alakot elrejtő jellege visszaszorult és idomulni kezdett a test körvonalához.
A modern chőngszám (coengsam) az 1920-as években Sanghaj (Shanghai)ban látott napvilágot, ahol főként felsőbb osztálybeliek és kurtizánok viselték először. A ruha hamarosan igen népszerű lett a modern stílusra vágyó nők körében. Teljesen átalakault, kivágott álló galléros („kínai gallér”) lett, egyik vagy mindkét oldalán felvágott, a könnyebb járás érdekében. Az 1900-as évek elején a kínai filmművészet fellegvára Sanghaj (Shanghai) volt, a chőngszámot (coengsamot) a színésznők is népszerűsítették a filmvásznon, ahol a csábítás egyik fő kellékévé vált az egyre többet mutató ruhadarab.
A kommunizmus idején eleinte tiltott viselet volt, a sanghaji szabómesterek Hongkongba menekültek és itt is népszerűvé tették a chőngszámot (coengsamot). Az 1970-es évektől kezdődően az egyre nyugatiasodó Hongkong a ruházkodás terén is inkább a nyugatot, mintsem a keletet akarta követni, a nők chőngszám (coengsam)ról farmerra váltottak.
A 21. században a chőngszám (coengsam) reneszánszát éli, mint különleges ruhadarab. Nem csak turisták keresik, a kínai nők is szívesen hordják különleges alkalmakkor, estélyi ruhaként és gyakran esküvői ruhaként is funkcionál.

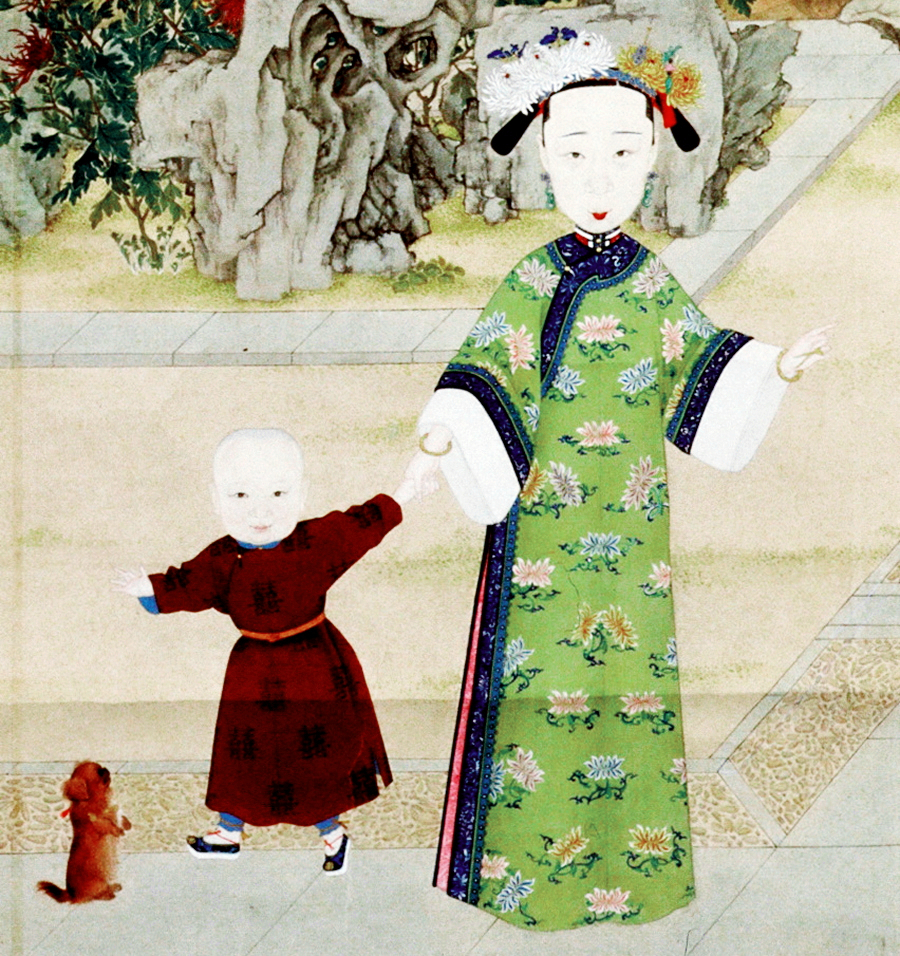
Hsziaocsing (Xiaojing) császárné, 1800-as évek közepe
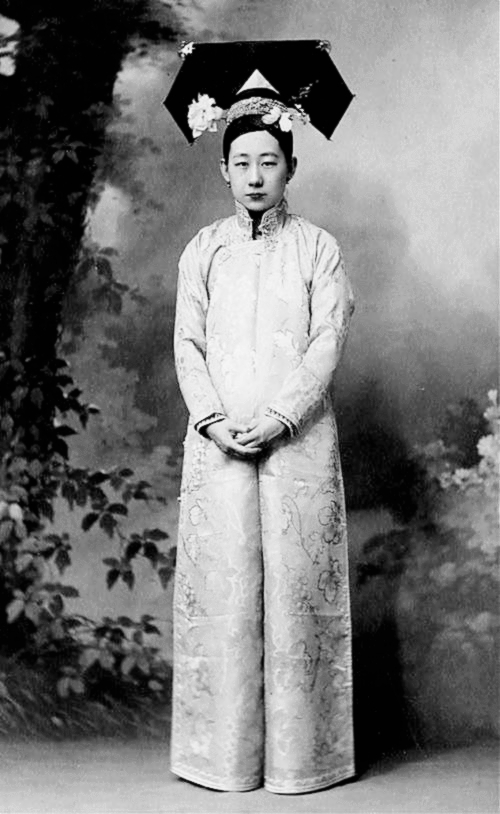
Chőngszám (Coengsam) az 1900-as évek elején
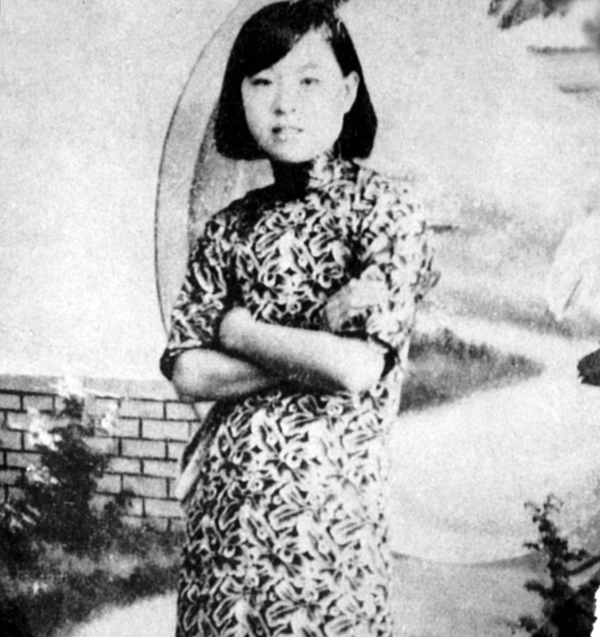
1937-ben
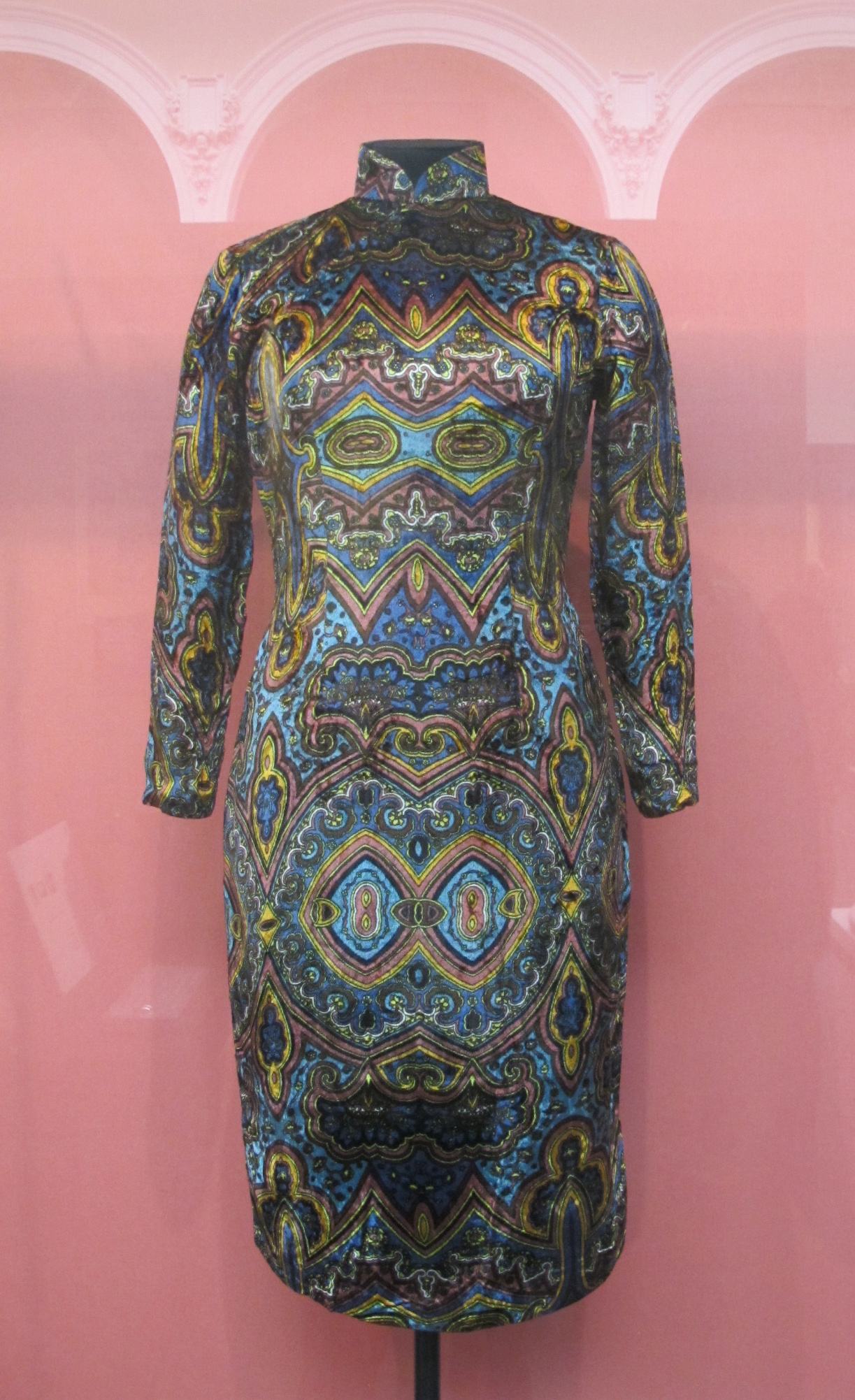
Az 1960-as években
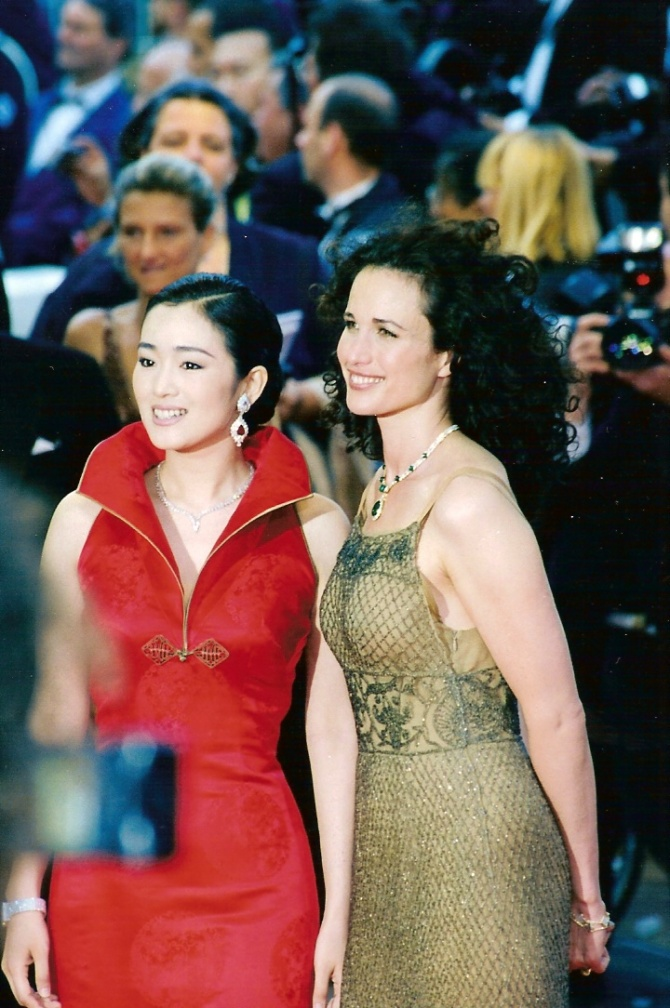
Gong Li színésznő modern chőngszám (coengsam)ban